# Ла-Конча (пляж)
Ла-Конча (баск. Hiru Kontxa, исп. Playa de La Concha) — пляж, расположенный на берегу одноимённой бухты и по форме напоминающий раковину, в городе Доностия-Сан-Себастьян (Страна Басков, Испания). Ла-Конча — один из самых известных городских пляжей во всей стране.
Пляж Ла-Конча располагается к западу от устья реки Урумеа, отделяясь от него холмом Ургулл, на берегу бухты Ла-Конча. Он имеет в среднем: длину в 1350 метров, ширину в 40 м и общую площадь в 54 000 м².
Пляж обладает песчаной поверхностностью мелкой глубины, территория пляжа заметно сокращается во время приливов. В 2007 году пляж был выбран в числе 12 сокровищ Испании, национальном конкурсе, проводимым телеканалом Antena 3 и радиостанцией COPE.

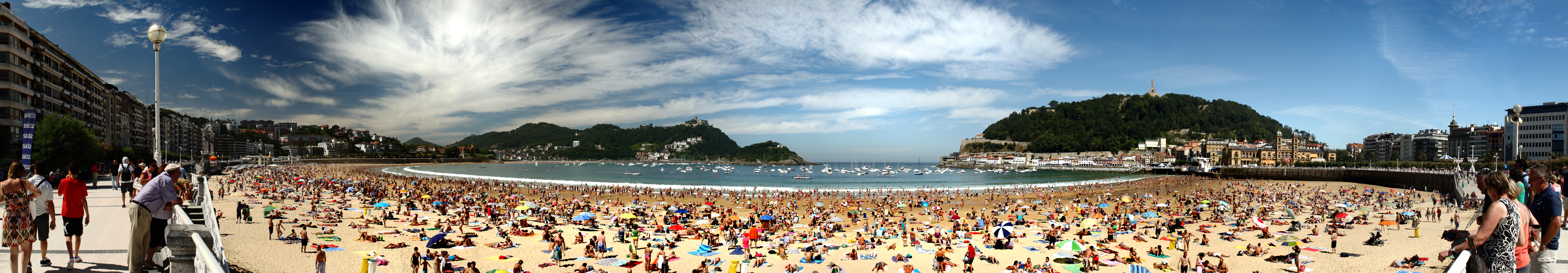
Вид на пляж Ла-Конча и одноимённую бухту со стороны набережной.